# 藤井光
藤井 光（ふじい ひかる、1980年3月31日 - ）は、日本の英文学者、翻訳家。
東京大学文学部・人文社会系研究科現代文芸論研究室准教授。

## 人物
大阪府高槻市生まれ。大阪教育大学附属高等学校池田校舎では光森裕樹と同期。2002年北海道大学文学部言語・文学コース卒業。卒論はポール・オースター。2007年同大学院文学研究科言語文学専攻博士課程修了、「彷徨への地図 現代アメリカ文学における自己形成と生成変化」で博士（文学）。同志社大学文学部英文学科助教を経て、2014年准教授、2020年教授。2021年、東京大学文学部・人文社会系研究科現代文芸論研究室准教授。

## 受賞
訳書であるテア・オブレヒト『タイガーズ・ワイフ』が第10回（2013年）本屋大賞翻訳小説部門第1位、アンソニー・ドーア『すべての見えない光』が第3回（2017年）日本翻訳大賞受賞、第7回（2016年）Twitter文学賞海外部門第1位に選ばれる。

## 親族
妻は古代史学者で大阪大学准教授の河上麻由子。

## 著書
- 『Outside, America: The Temporal Turn in Contemporary American Fiction』（Bloomsbury） 2013年
- 『ターミナルから荒れ地へ 「アメリカ」なき時代のアメリカ文学』（中央公論新社） 2016年
- 『21世紀×アメリカ小説×翻訳演習』（研究社） 2019年

### 共著
- 『現代アメリカ文学 ポップコーン大盛』（青木耕平、加藤有佳織、佐々木楓、里内克巳、日野原慶、矢倉喬士、吉田恭子共著、書肆侃侃房)） 2020年
- 『アメリカ文学史への招待：豊饒なる想像力』橋本安央（共著、編集）、藤井光 (共著、編集）、坂根隆広 (共著、編集）、法律文化社 2025年3月15日

## 翻訳
- 『奪い尽くされ、焼き尽くされ』（ウェルズ・タワー、新潮社、新潮クレスト・ブックス） 2010年
- 『煙の樹』（デニス・ジョンソン、白水社、エクス・リブリス） 2010年
- 『紙の民』（サルバドール・プラセンシア（英語版）、白水社） 2011年
- 『デニーロ・ゲーム』（ラウィ・ハージ、白水社、エクス・リブリス） 2011年
- 『アヴィニョン五重奏』全5巻（ロレンス・ダレル、河出書房新社） 2012 - 2014年
- 『タイガーズ・ワイフ』（テア・オブレヒト、新潮クレスト・ブックス） 2012年
- 『ロスト・シティ・レディオ』（ダニエル・アラルコン、新潮クレスト・ブックス） 2012年
- 『神は死んだ』（ロン・カリー・ジュニア、白水社、エクス・リブリス） 2013年
- 『大いなる不満』（セス・フリード、新潮クレスト・ブックス） 2014年
- 『かつては岸』（ポール・ユーン、白水社、エクス・リブリス） 2014年
- 『ミニチュアの妻』（マヌエル・ゴンザレス、白水社、エクス・リブリス） 2015年
- 『夜、僕らは輪になって歩く』（ダニエル・アラルコン、新潮クレスト・ブックス） 2016年
- 『すべての見えない光』（アンソニー・ドーア、新潮クレスト・ブックス） 2016年
- 『死体展覧会』（ハサン・ブラーシム、白水社、エクス・リブリス） 2017年
- 『戦時の音楽』（レベッカ・マカーイ、新潮社） 2018年
- 『西欧の東』（ミロスラフ・ペンコフ、白水社、エクス・リブリス） 2018年
- 『海の乙女の惜しみなさ』（デニス・ジョンソン、白水社、エクス・リブリス） 2019年
- 『サブリナ：現代のある失踪事件』（ニック・ドルナソ、早川書房） 2019年
- 『勇気の赤い勲章』（スティーヴン・クレイン、光文社古典新訳文庫） 2019年
- 『ニッケル・ボーイズ』（コルソン・ホワイトヘッド、早川書房） 2020年
- 『マレー素描集』（アルフィアン・サアット、書肆侃侃房） 2021年
- 『デカメロン・プロジェクト　パンデミックから生まれた２９の物語』マーガレット・アトウッド著, ニューヨーク・タイムズ・マガジン編 河出書房新社 2022年5月27日
- 『血を分けた子ども』オクテイヴィア・E・バトラー  河出書房新社  2022/6/24
- 『その丘が黄金ならば』C・パム・ジャン、 早川書房 2022年7月20日
- 『反乱者』ジーナ・アポストル、 白水社(エクス・リブリス) 2022年10月28日
- 『アクティング・クラス』ニック・ドルナソ 早川書房 2022年12月6
- 『ハーレム・シャッフル』コルソン ホワイトヘッド 、 早川書房 2023年11月21日
- 『物語ることの反撃: パレスチナ・ガザ作品集』リフアト・アルアライール編, 藤井光他訳  河出書房新社 2024年12月3日
- 『ブリス・モンタージュ』リン・マー、  白水社(エクス・リブリス) | 2025年3月3日

## 参考
- ISBN 978-4-309-62313-9
- 同志社大学